# Chassignolles (Haute-Loire)
Chassignolles (okzitanisch: Chassinhòla) ist eine französische Gemeinde mit 64 Einwohnern (Stand: 1. Januar 2022) im Département Haute-Loire in der Region Auvergne-Rhône-Alpes. Sie liegt im Arrondissement Brioude und im Kanton Sainte-Florine. Die Einwohner werden Chassignollais genannt.

## Geographie
Chassignolles ist die nördlichste Gemeinde des Departements Haute-Loire. Sie liegt etwa 52 Kilometer südsüdöstlich von Clermont-Ferrand. Umgeben wird Chassignolles von den Nachbargemeinden Saint-Martin-d’Ollières im Norden, Fayet-Ronaye im Osten und Nordosten, Saint-Vert im Osten, Champagnac-le-Vieux im Süden sowie Saint-Hilaire im Westen und Südwesten. 

## Bevölkerungsentwicklung
| Jahr                       | 1962 | 1968 | 1975 | 1982 | 1990 | 1999 | 2006 | 2017 |
| Einwohner                  | 288  | 219  | 191  | 157  | 109  | 84   | 84   | 62   |
| Quellen: Cassini und INSEE |      |      |      |      |      |      |      |      |

## Sehenswürdigkeiten
- Kirche Notre-Dame-de-l'Assomption (Mariä Himmelfahrt) aus dem 12. Jahrhundert mit Umbauten aus dem 15. Jahrhundert, Monument historique
- Burg